# Mill Valley (California)
Mill Valley es una ciudad en el condado de Marin, California, Estados Unidos. Se encuentra a unos 6,4 kilómetros (4 millas) al norte de San Francisco vía Golden Gate. Según la Oficina del Censo de los Estados Unidos, la ciudad tiene un área total de 12,5 km², de los cuales 12,2 km² son de tierra y 0.3 km² es agua.
Mill Valley está situada entre las costas oeste y norte de la Bahía de Richardson, y atravesada por Pickleweed Inlet y Arroyo Corte Madera del Presidio, que recorren la ciudad. Más allá de la zona costera plana y de pantanos, se encuentran estrechos cañones arbolados principalmente de secuoyas, en la ladera oriental del monte Tamalpais.

## Geografía

### Naturaleza
Mill Valley está rodeada por cientos de hectáreas de parques y reservas naturales. Esta estrecha y constante proximidad a la naturaleza ha dejado a las generaciones de residentes de Mill Valley, con un fuerte sentido de hacia la conservación de gran parte de este entorno natural. Ha sido esta actitud cultural única, junto con los muchos espacios naturales preservados en público y alrededor de sus fronteras, que se combinan para formar uno de los pilares culturales que definen a la ciudad. 
Mill Valley tiene una serie de características escenas naturales, entre ellas su ubicación en Richardson Bay y la correspondiente entrada de Strawberry Lagoon. Estas aguas tienen un hábitat importante para peces, mamíferos marinos y anfibios. Áreas más importantes de acceso público a la experiencia de estas especies acuáticas conservadas se pueden encontrar en:
- Bayfront Park and Bothin Marsh Open Space Preserve
- Elizabeth Terwilliger Marsh

Mill Valley y el Homestead Valley Land Trust mantienen muchas áreas silvestres mínimamente alteradas y que se mantienen abiertas al público desde el amanecer hasta el atardecer todos los días. Varios senderos permiten el acceso a la puerta de entrada del estado vecino y a las tierras del parque del monte Tamalpais. Estas áreas naturales no están desarrolladas y contienen muchas especies de animales salvajes, entre ellos algunos de los grandes depredadores como el coyote, el gato montés y el puma.

### Clima
Mill Valley tiene un clima mediterráneo. Las temperaturas máximas diurnas tienen un promedio de 13 °C en invierno y 29 °C en verano. La precipitación anual está alrededor de 1,1 m³ por año, con más del 90% de la lluvia que cae en noviembre y marzo (máximo en enero), siendo los meses de verano muy secos. La velocidad media del viento es inferior a los promedios nacionales en los meses de invierno y superior en los de verano. La niebla costera de California a menudo afecta a Mill Valley, lo cual hace que la humedad sea muy variable.
Mill Valley también se ve afectada por las condiciones del microclima en los cañones del norte por las empinadas laderas y los densos bosques que se extienden por los límites de la zona meridional y occidental, que, junto con la niebla de la costa, todo conspira para hacer muchas de las regiones densas de bosque en Mill Valley notablemente más frías y húmedas, en promedio, que en otras regiones de la ciudad. Este microclima favorece a la ecología por los bosques de secuoyas costeras, que todavía cubren gran parte de la ciudad y sus alrededores, y han desempeñado un papel fundamental en la historia de Mill Valley.

## Demografía
La población en Mill Valley según el censo de 2023 es de 13.792 habitantes, habiendo experimentado un aumento  529 habitantes  con respecto al año 2020. La población se divide en 6.152 hombres (46,4% de la población) y en 7.116 mujeres (53.6% de la población). La media de edad de los habitantes de la ciudad se encuentra en 44 años.
La composición racial de la ciudad es de 91,43% blancos, 0,99% afroamericanos, 0,25% americanos nativos, 4,14% asiáticos, 0,21% isleños del Pacífico, el 0,65% de otras razas, y 2.32% de dos o más razas. Hispanos o latinos de cualquier raza eran el 3,47% de la población.
Había 6.147 hogares de los cuales 27,1% tenían hijos menores de 18 años, el 45,2% eran parejas casadas que viven juntas, 7,6% tenían una mujer sin marido, y el 44,4% no eran familias. El 34,1% de los hogares estaban compuestos de adultos y el 12,4% tenía alguna persona anciana de 65 años de edad o más. El tamaño del hogar promedio era de 2,20 y el tamaño promedio de familia era de 2,85.
El ingreso medio por hogar en la ciudad fue de 90.794 dólares, y la renta mediana para una familia era de $ 119.669. Los hombres tenían un ingreso promedio de $ 94.800 frente a 52.088 dólares para las mujeres. El ingreso per cápita de la ciudad fue de 64.179 dólares. Alrededor de 2,7% de las familias y el 4,5% de la población estaban por debajo de la línea de pobreza, 3,6% de los menores de 18 años de edad y el 5,7% de los mayores de 65 años.

## Educación

### Colegios públicos
Las escuelas públicas son administradas por el Distrito Escolar de Mill Valley. Hay cinco escuelas primarias y una escuela media, Mill Valley Middle School, cuatro veces ganadora del premio Escuela Distinguida de California. La escuela secundaria pública, Tamalpais High School, forma parte de la Tamalpais Union High School District, cuyos cinco campus servir al centro y al sur del condado de Marin. Marin Horizonte School es una escuela independiente para los estudiantes en los grados PK-8., fundada en 1977, la escuela matricula unos 285 estudiantes al año.

### Biblioteca Pública de Mill Valley

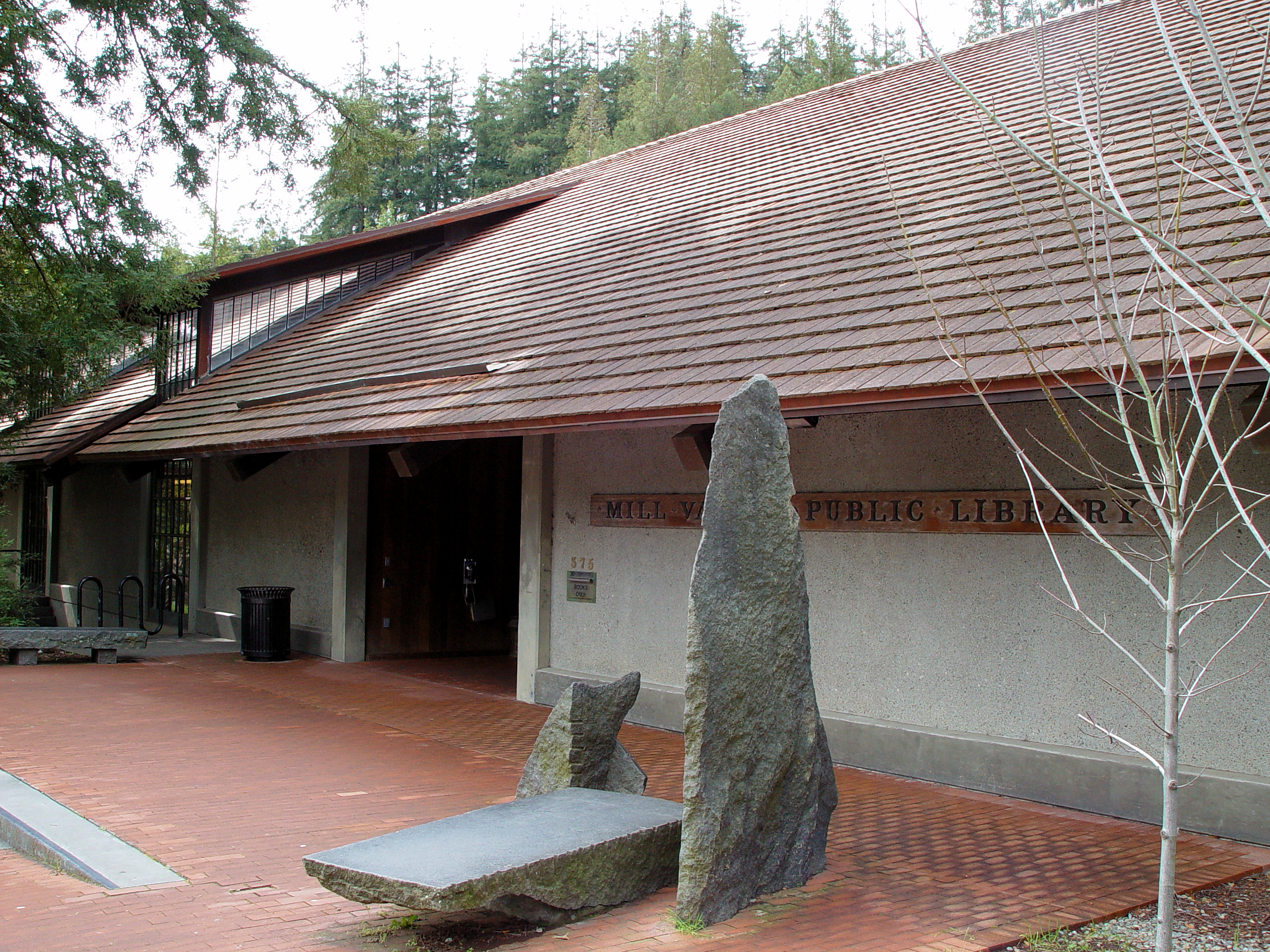
Biblioteca pública de Mill Valley

La biblioteca municipal da a Old Mill Park y ofrece muchos lugares pintorescos de lectura, así como equipo libre y acceso a Internet. Recientemente, han empezado a ofrecer pases Museo para 94.941 residentes de la zona para la entrada gratuita a museos de Bay Area. Cuenta con miles de libros, fotografías, periódicos, folletos, artefactos e historias orales sobre la historia de California, el condado de Marin, y Mill Valley. Su personal está compuesto casi enteramente por voluntarios. A partir de 2009 la Sala de Historia se encuentra en medio de un proyecto de digitalización en el que todos los documentos están siendo escaneados y digitalizados. Finalmente, la Sala de Historia tendrá todos sus documentos y artefactos disponibles para la lectura pública en una base de datos en línea.

## Eventos anuales
En Mill Valley se celebran numerosos eventos anuales, que atraen a seguidores nacionales e internacionales:
- La Dipsea Race[4]
- La Obra teatral en la montaña[5]
- El Festival de Cine de Mill Valley[6]
- El Festival de Otoño de Mill Valley[7]
- El Mill Valley Shakespeare, en el anfiteatro de Old Mill Park[8]